# Thorsby
Thorsby és una població dels Estats Units a l'estat d'Alabama. Segons el cens del 2000 tenia 1.820 habitants.

## Demografia
Segons el cens del 2000, Thorsby tenia 1.820 habitants, 714 habitatges, i 527 famílies La densitat de població era de 137,2 habitants/km².
Per edats la població es repartia de la següent manera: un 24,9% tenia menys de 18 anys, un 9,8% entre 18 i 24, un 30,8% entre 25 i 44, un 22,1% de 45 a 60 i un 12,4% 65 anys o més.
L'edat mediana era de 36 anys. Per cada 100 dones hi havia 100,2 homes. Per cada 100 dones de 18 o més anys hi havia 93,1 homes.
La renda mediana per habitatge era de 36.635 $ i la renda mediana per família de 46.328 $. Els homes tenien una renda mediana de 31.667 $ mentre que les dones 23.810 $. La renda per capita de la població era de 16.956 $. Aproximadament el 5,7% de les famílies estaven per davall del llindar de pobresa.

## Poblacions properes
El següent diagrama mostra les poblacions més properes.